# Кащеев, Юлиан Семёнович
Юлиан (Юльян, Юрий) Семёнович Кащеев (род. 27 марта 1943) — советский легкоатлет, специалист по бегу на короткие дистанции. Выступал за сборную СССР по лёгкой атлетике в 1960-х годах, чемпион СССР, победитель и призёр первенств всесоюзного значения, бывший рекордсмен России в беге на 100 метров. Представлял Москву и Вооружённые силы.

## Биография
Юлиан Кащеев родился 27 марта 1943 года. Начал заниматься лёгкой атлетикой в 1958 году, проходил подготовку в Москве под руководством заслуженного мастера спорта Бориса Сергеевича Токарева, выступал за ЦСКА.
Первого серьёзного успеха на всесоюзном уровне добился в сезоне 1964 года, когда стал чемпионом СССР среди юниоров в беге на 100 метров, а на взрослом чемпионате СССР в Киеве с армейской командой выиграл бронзовую медаль в зачёте эстафеты 4 × 100 метров.
В июле 1965 года на соревнованиях в Киеве превзошёл всех соперников в беге на 100 метров и установил рекорд России в данной дисциплине — 10,2. Позднее в составе советской сборной принимал участие в матчевой встрече со сборной США в Киеве, где так же выступал на 100-метровой дистанции. На чемпионате СССР в Алма-Ате с московской командой стал серебряным призёром в эстафете 4 × 100 метров, при этом на дистанциях 100 и 200 метров был четвёртым и шестым соответственно.
В 1966 году на чемпионате СССР по эстафетному бегу в Ленинакане в составе сборной Вооружённых сил, куда также вошли спринтеры Виктор Касаткин, Эдвин Озолин и Владимир Зуб, одержал победу в программе эстафеты 4 × 100 метров.